# Camaroptera superciliaris
Camaroptera superciliaris е вид птица от семейство Cisticolidae.

## Разпространение
Видът е разпространен в Ангола, Бенин, Камерун, Централноафриканската република, Демократична република Конго, Република Конго, Кот д'Ивоар, Екваториална Гвинея, Габон, Гана, Гвинея, Либерия, Нигерия, Сиера Леоне, Того и Уганда.